# Алиев, Сади Акперович
Сади Акперович Алиев (1922, ССР Грузия — неизвестно) — звеньевой колхоза «Социализм» Марнеульского района, Грузинская ССР. В 1949 году удостоен звания Герой Социалистического Труда, которого был лишён в 1954 году.

## Биография
Родился в 1922 году в азербайджанской крестьянской семье в одном из сельских населённых пунктов на территории современной Грузии. После окончания местной сельской школы трудился в сельском хозяйстве. В послевоенное время — звеньевой табаководческого звена в колхозе «Социализм» Марнеульского района.
В 1948 году звено под его руководством собрало в среднем с каждого гектара по 21,9 центнера листьев табака сорта «Трапезонд» на участке площадью 3 гектара. Указом Президиума Верховного Совета СССР от 5 августа 1949 года удостоен звания Героя Социалистического Труда за «получение высоких урожаев кукурузы и табака в 1948 году» с вручением ордена Ленина и золотой медали «Серп и Молот» (№ 4226).
Этим же указом званием Героя Социалистического Труда был награждён труженик колхоза «Социализм» звеньевой Саяд Наги оглы Масимов.
Указом Президиума Верховного Совета СССР от 15 февраля 1954 года лишён звания Героя Социалистического Труда в связи с необоснованностью его присвоения.
Дальнейшая судьба неизвестна.